# Hypena inextensalis
Hypena inextensalis är en fjärilsart som beskrevs av Achille Guenée 1862. Hypena inextensalis ingår i släktet Hypena och familjen nattflyn. Inga underarter finns listade i Catalogue of Life.